# Dyskografia Kylie Minogue
Australijska wokalistka, Kylie Minogue wydała szesnaście albumów studyjnych, trzynaście albumów kompilacyjnych, dziewięć albumów koncertowych oraz tyle samo EP-ek, trzynaście albumów z remiksami, dziewięćdziesiąt pięć singli (w tym osiem singli gościnnych i dziewięć singli charytatywnych) oraz dwadzieścia cztery single promocyjne.
Po raz pierwszy stała się sławna występując w australijskiej operze mydlanej Sąsiedzi, w której grała dwa lata. Od tego momentu Minogue została piosenkarką i osiągnęła niezwykły sukces zarówno komercyjny, jak i artystyczny. Minogue znana jest pod wieloma pseudonimami, z których najbardziej rozpoznawalne to „Princess of Pop” („Księżniczka Popu”) lub „Goddess of Pop” („Bogini Popu”).
W 1987 roku Minogue podpisała kontrakt z brytyjską wytwórnią płytową PWL, a już rok później wydała swój pierwszy album studyjny pod tytułem Kylie. W 1992 opuściła PWL i podpisała kontrakt z Deconstruction Records, dla której wydała albumy Kylie Minogue i Impossible Princess – obie płyty zyskały przychylność krytyków. Kolejnym krokiem był powrót do tanecznych korzeni i podpisanie kontraktu z Parlophone, a pierwszym owocem współpracy był album pod tytułem Light Years z 2000 roku. Następny album Fever z 2001 roku był wielkim sukcesem na całym świecie, również w Stanach Zjednoczonych. Pierwszy singel z albumu „Can’t Get You Out of My Head” okazał się jednym z najlepiej sprzedających singli w pierwszej dekadzie XXI wieku. Minogue wylansowała też przeboje, takie jak „I Should Be So Lucky”, „Hand on Your Heart”, „Better the Devil You Know”, „Confide in Me”, „Spinning Around”, „Slow”, „2 Hearts” czy „All the Lovers”, „Padam Padam”.
Do 2015 Minogue sprzedała ponad 80 milionów płyt na świecie. Według Australian Recording Industry Association (ARIA) jest najlepiej sprzedającą się australijską wokalistką wszech czasów.

## Albumy studyjne
Zostały tu przedstawione wszystkie płyty australijskiej piosenkarki Kylie Minogue.
| Rok  | Album | Pozycje na liście | Pozycje na liście | Pozycje na liście | Pozycje na liście | Pozycje na liście | Pozycje na liście | Pozycje na liście | Pozycje na liście | Pozycje na liście | Certyfikaty                                                           |
| Rok  | Album | AUS               | UK                | GER               | FRA               | SWE               | SWI               | NZ                | U.S.              | POL               | Certyfikaty                                                           |
| ---- | --- | ----------------- | ----------------- | ----------------- | ----------------- | ----------------- | ----------------- | ----------------- | ----------------- | ----------------- | --------------------------------------------------------------------- |
| 1988 | Kylie - 1. album studyjny - Wydano: 4 lipca 1988 - Wytwórnia: PWL                                          | 2                 | 1                 | 8                 | 10                | 17                | 7                 | 1                 | 53                | –                 | - UK: 5× platynowa płyta - AUS: 7× platynowa płyta                    |
| 1989 | Enjoy Yourself - 2. album studyjny - Wydano: 9 października 1989 - Wytwórnia: PWL                          | 9                 | 1                 | 33                | –                 | 22                | 13                | 7                 | –                 | –                 | - AUS: 4× platynowa płyta - UK: 4× platynowa płyta                    |
| 1990 | Rhythm of Love - 3. album studyjny - Wydano: 12 listopada 1990 - Wytwórnia: PWL                            | 10                | 9                 | –                 | –                 | 44                | –                 | 36                | –                 | –                 | - AUS: platynowa płyta - UK: platynowa płyta                          |
| 1991 | Let’s Get to It - 4. album studyjny - Wydano: 14 października 1991 - Wytwórnia: PWL                        | 13                | 15                | –                 | –                 | –                 | –                 | –                 | –                 | –                 | - AUS: złota płyta - UK: złota płyta                                  |
| 1994 | Kylie Minogue - 5. album studyjny - Wydano: 19 września 1994 - Wytwórnia: Deconstruction                   | 3                 | 4                 | –                 | –                 | 39                | 33                | 37                | –                 | –                 | - AUS: 3× platynowa płyta - UK: platynowa płyta                       |
| 1997 | Impossible Princess - 6. album studyjny - Wydano: 27 października 1997 - Wytwórnia: Deconstruction         | 4                 | 10                | 78                | –                 | –                 | –                 | –                 | –                 | –                 | - AUS: 2× platynowa płyta - UK: srebrna płyta                         |
| 2000 | Light Years - 7. album studyjny - Wydano: 25 września 2000 - Wytwórnia: Parlophone                         | 1                 | 2                 | 35                | 50                | 25                | 28                | 8                 | –                 | 33                | - AUS: 4× platynowa płyta - UK: platynowa płyta                       |
| 2001 | Fever - 8. album studyjny - Wydano: 1 października 2001 - Wytwórnia: Parlophone                            | 1                 | 1                 | 1                 | 21                | 1                 | 3                 | 3                 | 3                 | 12                | - AUS: 7× platynowa płyta - UK: 6× platynowa płyta - POL: złota płyta |
| 2003 | Body Language - 9. album studyjny - Wydano: 17 listopada 2003 - Wytwórnia: Parlophone                      | 2                 | 6                 | 11                | 31                | 20                | 8                 | 23                | 42                | 49                | - AUS: 2× platynowa płyta - UK: platynowa płyta                       |
| 2007 | X - 10. album studyjny - Wydano: 21 listopada 2007 - Wytwórnia: Parlophone                                 | 1                 | 4                 | 15                | 19                | 28                | 9                 | 38                | 139               | –                 | - AUS: platynowa płyta - UK: platynowa płyta                          |
| 2010 | Aphrodite - 11. album studyjny - Wydano: 2 lipca 2010 - Wydawnictwo: Parlophone                            | 2                 | 1                 | 3                 | 3                 | 9                 | 2                 | 11                | 19                | 6                 | - AUS: platynowa płyta - UK: platynowa płyta                          |
| 2014 | Kiss Me Once - 12. album studyjny - Wydano: 14 marca 2014 - Wydawnictwo: Parlophone, Warner Records        | 1                 | 2                 | 9                 | 10                | 8                 | 8                 | 13                | 31                | 25                | - UK: srebrna płyta                                                   |
| 2015 | Kylie Christmas - 13. album studyjny - Wydano: 13 listopada 2015 - Wydawnictwo: Parlophone, Warner Records | 7                 | 12                | 34                | 76                | 39                | 51                | –                 | 184               | –                 | - UK: złota płyta                                                     |
| 2018 | Golden - 14. album studyjny - Wydano: 6 kwietnia 2018 - Wydawnictwo: BMG, Liberator Music                  | 1                 | 1                 | 3                 | 33                | 38                | 4                 | 16                | 64                | 23                | - UK: złota płyta                                                     |
| 2020 | Disco - 15. album studyjny - Wydano: 6 listopada 2020 - Wydawnictwo: BMG, Liberator Music                  | 1                 | 1                 | 3                 | 8                 | 15                | 4                 | 9                 | 26                | 21                | - UK: złota płyta                                                     |
| 2023 | Tension - 16. album studyjny - Wydano: 22 września 2023 - Wydawnictwo: BMG, Liberator Music                | 1                 | 1                 | 5                 | 5                 | 19                | 2                 | 5                 | 21                | 25                | - UK: srebrna płyta                                                   |

## Kompilacje
| Rok  | Album                                 | Pozycje na liście | Pozycje na liście | Certyfikaty                                        |
| Rok  | Album                                 | AUS               | UK                | Certyfikaty                                        |
| ---- | ------------------------------------- | ----------------- | ----------------- | -------------------------------------------------- |
| 1992 | Greatest Hits                         | 3                 | 1                 | - AUS: 2× platynowa płyta - UK: platynowa płyta    |
| 2000 | Hits+                                 | 63                | 41                |                                                    |
| 2002 | Confide in Me                         | –                 | –                 |                                                    |
| 2002 | Greatest Hits                         | –                 | 20                | - UK: platynowa płyta                              |
| 2003 | Greatest Hits 1987–1999               | 54                | –                 |                                                    |
| 2003 | Greatest Hits 1987–1997               | –                 | –                 |                                                    |
| 2004 | Kylie Minogue: Artist Collection      | –                 | –                 |                                                    |
| 2004 | Ultimate Kylie                        | 5                 | 4                 | - AUS: 4× platynowa płyta - UK: 3× platynowa płyta |
| 2007 | Confide in Me: The Irresistible Kylie | –                 | –                 |                                                    |

## Albumy „na żywo”
| Rok  | Album                    | Pozycje na liście | Pozycje na liście | Certyfikaty         |
| Rok  | Album                    | AUS               | UK                | Certyfikaty         |
| ---- | ------------------------ | ----------------- | ----------------- | ------------------- |
| 1998 | Intimate and Live        | 28                | –                 |                     |
| 2007 | Showgirl Homecoming Live | 28                | 7                 | - UK: srebrna płyta |
| 2009 | Kylie: Live in New York  | –                 | –                 |                     |

## Single
| Rok  | Singel                                                      | Pozycja na liście przebojów | Pozycja na liście przebojów | Pozycja na liście przebojów | Pozycja na liście przebojów | Pozycja na liście przebojów | Pozycja na liście przebojów | Pozycja na liście przebojów | Pozycja na liście przebojów | Pozycja na liście przebojów | Pozycja na liście przebojów | Pozycja na liście przebojów | Pozycja na liście przebojów | Pozycja na liście przebojów | Certyfikaty                                     | Album                                        |
| Rok  | Singel                                                      | AUS                         | UK                          | IRE                         | GER                         | FRA                         | NED                         | SWE                         | SUI                         | U.S.                        | U.S. Dance                  | CAN                         | NZ                          | JPN                         | Certyfikaty                                     | Album                                        |
| ---- | ----------------------------------------------------------- | --------------------------- | --------------------------- | --------------------------- | --------------------------- | --------------------------- | --------------------------- | --------------------------- | --------------------------- | --------------------------- | --------------------------- | --------------------------- | --------------------------- | --------------------------- | ----------------------------------------------- | -------------------------------------------- |
| 1987 | „Locomotion”                                                | 1                           | –                           | –                           | –                           | –                           | –                           | –                           | –                           | 3                           | –                           | –                           | –                           | –                           | - AUS: 3× platynowa płyta                       | Kylie                                        |
| 1987 | „I Should Be So Lucky”                                      | 1                           | 1                           | 1                           | 1                           | 4                           | 14                          | 12                          | 1                           | 28                          | 10                          | 25                          | 3                           | 1                           | - AUS: platynowa płyta - UK: złota płyta        | Kylie                                        |
| 1988 | „Got to Be Certain”                                         | 1                           | 2                           | 4                           | 6                           | 9                           | –                           | 21                          | 8                           | –                           | –                           | –                           | 2                           | –                           | - AUS: platynowa płyta - UK: srebrna płyta      | Kylie                                        |
| 1988 | „The Loco-Motion”                                           | –                           | 2                           | 1                           | 3                           | 5                           | 6                           | 10                          | 2                           | 3                           | 12                          | 1                           | 8                           | 1                           | - AUS: złota płyta                              | Kylie                                        |
| 1988 | „Je Ne Sais Pas Pourquoi”                                   | 11                          | 2                           | 2                           | 14                          | 14                          | –                           | 22                          | 24                          | –                           | –                           | –                           | 9                           | –                           | - UK: srebrna płyta                             | Kylie                                        |
| 1988 | „Especially for You” z Jasonem Donovanem                    | 2                           | 1                           | 1                           | 10                          | 1                           | 6                           | 12                          | 2                           | –                           | –                           | –                           | 2                           | –                           | - AUS: platynowa płyta - UK: złota płyta        | Ten Good Reasons                             |
| 1988 | „It's No Secret”                                            | –                           | –                           | –                           | –                           | –                           | –                           | –                           | –                           | 37                          | –                           | 22                          | 47                          | 4                           |                                                 | Kylie                                        |
| 1988 | „Turn It into Love”                                         | –                           | –                           | –                           | –                           | –                           | –                           | –                           | –                           | –                           | –                           | –                           | –                           | 1                           |                                                 | Kylie                                        |
| 1989 | „Hand on Your Heart”                                        | 4                           | 1                           | 1                           | 17                          | 8                           | 19                          | 17                          | 6                           | –                           | –                           | –                           | 15                          | 2                           | - AUS: złota płyta - UK: złota płyta            | Enjoy Yourself                               |
| 1989 | „Wouldn’t Change a Thing”                                   | 6                           | 2                           | –                           | 24                          | 19                          | –                           | 26                          | 27                          | –                           | –                           | –                           | 21                          | –                           | - AUS: złota płyta                              | Enjoy Yourself                               |
| 1989 | „Never Too Late”                                            | 14                          | 4                           | 1                           | 45                          | 26                          | 29                          | –                           | 23                          | –                           | –                           | –                           | 27                          | –                           | - UK: srebrna płyta                             | Enjoy Yourself                               |
| 1990 | „Tears on My Pillow”                                        | 20                          | 1                           | 2                           | 31                          | –                           | 19                          | 3                           | –                           | –                           | –                           | 35                          | 33                          | –                           | - UK: srebrna płyta                             | Enjoy Yourself                               |
| 1990 | „Better the Devil You Know”                                 | 4                           | 2                           | 4                           | 24                          | 13                          | 22                          | 13                          | 21                          | –                           | –                           | –                           | 27                          | –                           | - AUS: platynowa płyta - UK: srebrna płyta      | Rhythm of Love                               |
| 1990 | „Step Back in Time”                                         | 5                           | 4                           | 4                           | 36                          | 23                          | 35                          | 19                          | 29                          | –                           | –                           | –                           | 21                          | –                           | - AUS: złota płyta                              | Rhythm of Love                               |
| 1991 | „What Do I Have to Do?”                                     | 8                           | 6                           | 7                           | 48                          | 50                          | –                           | –                           | –                           | –                           | –                           | –                           | –                           | –                           |                                                 | Rhythm of Love                               |
| 1991 | „Shocked”                                                   | 7                           | 6                           | 2                           | –                           | 50                          | –                           | –                           | –                           | –                           | –                           | –                           | –                           | –                           |                                                 | Rhythm of Love                               |
| 1991 | „Word Is Out”                                               | 10                          | 16                          | 8                           | –                           | 50                          | –                           | –                           | –                           | –                           | –                           | –                           | –                           | –                           |                                                 | Let’s Get to It                              |
| 1991 | „If You Were with Me Now” z Keith Washington                | 23                          | 4                           | 7                           | 61                          | –                           | –                           | –                           | –                           | –                           | –                           | –                           | –                           | –                           |                                                 | Let’s Get to It                              |
| 1991 | „Keep on Pumpin’ It” Visionmasters, gościnnie Kylie Minogue | –                           | 49                          | –                           | –                           | –                           | –                           | –                           | –                           | –                           | –                           | –                           | –                           | –                           |                                                 | –                                            |
| 1992 | „Give Me Just a Little More Time”                           | 24                          | 2                           | 6                           | 51                          | –                           | –                           | –                           | –                           | –                           | –                           | –                           | –                           | –                           |                                                 | Let’s Get to It                              |
| 1992 | „Finer Feelings”                                            | 60                          | 11                          | 16                          | –                           | –                           | –                           | –                           | –                           | –                           | –                           | –                           | –                           | –                           |                                                 | Let’s Get to It                              |
| 1992 | „What Kind of Fool (Heard All That Before)”                 | 17                          | 14                          | 22                          | 81                          | –                           | –                           | –                           | –                           | –                           | –                           | –                           | –                           | –                           |                                                 | Greatest Hits                                |
| 1992 | „Celebration”                                               | 21                          | 20                          | 11                          | –                           | –                           | –                           | –                           | –                           | –                           | –                           | –                           | –                           | –                           |                                                 | Greatest Hits                                |
| 1994 | „Confide in Me”                                             | 1                           | 2                           | 12                          | 50                          | 10                          | 38                          | 10                          | 20                          | –                           | 39                          | –                           | 1                           | 5                           | - AUS: platynowa płyta - UK: srebrna płyta      | Kylie Minogue                                |
| 1994 | „Put Yourself in My Place”                                  | 11                          | 11                          | –                           | 87                          | –                           | –                           | –                           | –                           | –                           | –                           | –                           | –                           | –                           |                                                 | Kylie Minogue                                |
| 1995 | „Where Is the Feeling?”                                     | 31                          | 16                          | –                           | –                           | –                           | –                           | –                           | –                           | –                           | –                           | –                           | –                           | –                           |                                                 | Kylie Minogue                                |
| 1995 | „Where the Wild Roses Grow” z Nick Cave and the Bad Seeds   | 2                           | 11                          | 6                           | 12                          | 37                          | 9                           | 2                           | 11                          | –                           | –                           | –                           | 11                          | –                           | - AUS: złota płyta                              | Murder Ballads                               |
| 1997 | „Some Kind of Bliss”                                        | 27                          | 22                          | –                           | –                           | –                           | –                           | –                           | –                           | –                           | –                           | –                           | 46                          | –                           |                                                 | Impossible Princess                          |
| 1997 | „Did It Again”                                              | 15                          | 14                          | –                           | –                           | –                           | –                           | –                           | –                           | –                           | –                           | –                           | –                           | –                           | - AUS: złota płyta                              | Impossible Princess                          |
| 1998 | „Breathe”                                                   | 23                          | 14                          | –                           | –                           | –                           | –                           | –                           | –                           | –                           | –                           | –                           | –                           | –                           |                                                 | Impossible Princess                          |
| 1998 | „Cowboy Style”                                              | 39                          | –                           | –                           | –                           | –                           | –                           | –                           | –                           | –                           | –                           | –                           | –                           | –                           |                                                 | Impossible Princess                          |
| 1998 | „GBI: German Bold Italic” z Tową Teim                       | 50                          | 63                          | –                           | –                           | –                           | –                           | –                           | –                           | –                           | –                           | –                           | –                           | 20                          |                                                 | Sound Museum                                 |
| 1999 | „Better the Devil You Know”                                 | 59                          | –                           | –                           | –                           | –                           | –                           | –                           | –                           | –                           | –                           | –                           | –                           | –                           |                                                 | –                                            |
| 2000 | „Spinning Around”                                           | 1                           | 1                           | 4                           | 62                          | 28                          | 30                          | 42                          | 34                          | –                           | –                           | –                           | 2                           | –                           | - AUS: platynowa płyta - UK: srebrna płyta      | Light Years                                  |
| 2000 | „On a Night Like This”                                      | 1                           | 2                           | 16                          | 72                          | 69                          | 64                          | 31                          | 51                          | –                           | –                           | –                           | 35                          | –                           | - AUS: platynowa płyta                          | Light Years                                  |
| 2000 | „Kids” z Robbiem Williamsem                                 | 14                          | 2                           | 9                           | 47                          | –                           | 11                          | 37                          | 35                          | –                           | –                           | –                           | 5                           | –                           | - AUS: złota płyta                              | Light Years                                  |
| 2000 | „Please Stay”                                               | 15                          | 10                          | –                           | –                           | –                           | 69                          | 47                          | –                           | –                           | –                           | –                           | –                           | –                           | - AUS: złota płyta                              | Light Years                                  |
| 2001 | „Your Disco Needs You”                                      | 20                          | –                           | –                           | 31                          | –                           | –                           | –                           | 27                          | –                           | –                           | –                           | –                           | –                           |                                                 | Light Years                                  |
| 2001 | „Can’t Get You Out of My Head”                              | 1                           | 1                           | 1                           | 1                           | 1                           | 1                           | 1                           | 1                           | 7                           | 1                           | 55                          | 1                           | 5                           | - AUS: 3× platynowa płyta - UK: platynowa płyta | Fever                                        |
| 2002 | „In Your Eyes”                                              | 1                           | 3                           | 6                           | 18                          | 24                          | 14                          | 20                          | 8                           | –                           | –                           | 11                          | 18                          | –                           | - AUS: złota płyta - UK: srebrna płyta          | Fever                                        |
| 2002 | „Love at First Sight”                                       | 3                           | 2                           | 7                           | 16                          | 33                          | 15                          | 36                          | 22                          | 23                          | 1                           | 5                           | 9                           | –                           | - AUS: złota płyta                              | Fever                                        |
| 2002 | „Come into My World”                                        | 4                           | 8                           | 11                          | 47                          | 78                          | 24                          | –                           | 66                          | 91                          | 20                          | 15                          | 20                          | –                           | - AUS: złota płyta                              | Fever                                        |
| 2003 | „Slow”                                                      | 1                           | 1                           | 5                           | 8                           | 45                          | 8                           | 16                          | 18                          | 91                          | 1                           | 6                           | 9                           | 26                          | - AUS: platynowa płyta                          | Body Language                                |
| 2004 | „Red Blooded Woman”                                         | 4                           | 5                           | 9                           | 16                          | 33                          | 16                          | 28                          | 15                          | –                           | 24                          | –                           | 19                          | –                           |                                                 | Body Language                                |
| 2004 | „Chocolate”                                                 | 14                          | 6                           | 26                          | 43                          | 69                          | 45                          | –                           | 53                          | –                           | –                           | 19                          | –                           | –                           |                                                 | Body Language                                |
| 2004 | „I Believe in You”                                          | 6                           | 2                           | 9                           | 12                          | 35                          | 10                          | 16                          | 6                           | –                           | 3                           | –                           | 29                          | 8                           | - AUS: złota płyta                              | Ultimate Kylie                               |
| 2005 | „Giving You Up”                                             | 8                           | 6                           | 20                          | 27                          | –                           | 34                          | –                           | 40                          | –                           | –                           | –                           | –                           | –                           |                                                 | Ultimate Kylie                               |
| 2005 | „Made of Glass”                                             | 8                           | –                           | –                           | –                           | –                           | –                           | –                           | –                           | –                           | –                           | –                           | –                           | –                           |                                                 |                                              |
| 2005 | „Sometime Samurai” z Towa Tei                               | –                           | –                           | –                           | –                           | –                           | –                           | –                           | –                           | –                           | –                           | –                           | –                           | 6                           |                                                 | Flash                                        |
| 2007 | „2 Hearts”                                                  | 1                           | 4                           | 12                          | 13                          | 15                          | 31                          | 3                           | 10                          | –                           | –                           | 60                          | 34                          | 3                           | - AUS: złota płyta                              | X                                            |
| 2008 | „Wow”                                                       | 11                          | 5                           | 10                          | 41                          | 15                          | 15                          | 32                          | 51                          | –                           | –                           | –                           | –                           | 15                          |                                                 | X                                            |
| 2008 | „In My Arms”                                                | 35                          | 10                          | 15                          | 8                           | 10                          | 20                          | 15                          | 10                          | –                           | –                           | –                           | –                           | –                           |                                                 | X                                            |
| 2008 | „All I See”                                                 | –                           | –                           | –                           | –                           | –                           | –                           | –                           | –                           | –                           | 3                           | 81                          | –                           | –                           |                                                 | X                                            |
| 2008 | „The One”                                                   | –                           | 36                          | –                           | –                           | –                           | –                           | –                           | –                           | –                           | –                           | –                           | –                           | –                           |                                                 | X                                            |
| 2010 | „All the Lovers”                                            | 13                          | 3                           | 6                           | 10                          | 3                           | 61                          | 33                          | 6                           | –                           | –                           | –                           | –                           | –                           | - AUS: złota płyta - UK: złota płyta            | Aphrodite                                    |
| 2010 | „Get Outta My Way”                                          | 69                          | 12                          | 33                          | 41                          | 29                          | –                           | –                           | 61                          | –                           | 1                           | 67                          | 69                          | 57                          | - UK: srebrna płyta                             | Aphrodite                                    |
| 2010 | „Better than Today”                                         | 55                          | 32                          | –                           | –                           | 63                          | –                           | –                           | –                           | –                           | 1                           | –                           | –                           | –                           |                                                 | Aphrodite                                    |
| 2011 | „Put Your Hands Up (If You Feel Love)”                      | 50                          | 93                          | –                           | –                           | –                           | –                           | –                           | –                           | –                           | 1                           | –                           | –                           | –                           |                                                 | Aphrodite                                    |
| 2012 | „Timebomb”                                                  | 12                          | 31                          | 26                          | 56                          | 46                          | 44                          | –                           | –                           | –                           | –                           | 73                          | 33                          | –                           |                                                 |                                              |
| 2012 | „Flower”                                                    | –                           | 96                          | –                           | –                           | –                           | –                           | –                           | –                           | –                           | –                           | –                           | –                           | –                           |                                                 | The Abbey Road Sessions                      |
| 2013 | „Limpido” (z Laurą Pausini)                                 | –                           | –                           | –                           | –                           | –                           | –                           | –                           | 66                          | –                           | –                           | –                           | –                           | –                           |                                                 | 20 – The Greatest Hits                       |
| 2014 | „Into the Blue”                                             | 46                          | 12                          | 9                           | 31                          | 47                          | –                           | –                           | 32                          | –                           | –                           | –                           | –                           | –                           |                                                 | Kiss Me Once                                 |
| 2014 | „I Was Gonna Cancel”                                        | –                           | 59                          | –                           | –                           | –                           | –                           | –                           | –                           | –                           | –                           | –                           | –                           | –                           |                                                 | Kiss Me Once                                 |
| 2015 | „Only You”                                                  | –                           | 155                         | –                           | –                           | –                           | –                           | –                           | –                           | –                           | –                           | –                           | –                           | –                           |                                                 | Kylie Christmas                              |
| 2015 | „100 Degrees”                                               | –                           | –                           | –                           | –                           | –                           | –                           | –                           | –                           | –                           | –                           | –                           | –                           | –                           |                                                 | Kylie Christmas                              |
| 2015 | „Every Day’s Like Christmas”                                | –                           | –                           | –                           | –                           | –                           | –                           | –                           | –                           | –                           | –                           | –                           | –                           | –                           |                                                 | Kylie Christmas                              |
| 2016 | „At Christmas”                                              | –                           | –                           | –                           | –                           | –                           | –                           | –                           | –                           | –                           | –                           | –                           | –                           | –                           |                                                 | Kylie Christmas: Snow Queen Edition          |
| 2016 | „Wonderful Christmastime” (z Miką)                          | –                           | –                           | –                           | –                           | –                           | –                           | –                           | –                           | –                           | –                           | –                           | –                           | –                           |                                                 | Kylie Christmas: Snow Queen Edition          |
| 2018 | „Dancing”                                                   | 46                          | 38                          | –                           | 71                          | –                           | –                           | –                           | –                           | –                           | –                           | –                           | –                           | –                           | - AUS: złota płyta - UK: srebrna płyta          | Golden                                       |
| 2018 | „Stop Me from Falling”                                      | –                           | 52                          | –                           | –                           | –                           | –                           | –                           | –                           | –                           | –                           | –                           | –                           | –                           |                                                 | Golden                                       |
| 2018 | „Golden”                                                    | –                           | –                           | –                           | –                           | –                           | –                           | –                           | –                           | –                           | –                           | –                           | –                           | –                           |                                                 | Golden                                       |
| 2018 | „A Lifetime to Repair”                                      | –                           | –                           | –                           | –                           | –                           | –                           | –                           | –                           | –                           | –                           | –                           | –                           | –                           |                                                 | Golden                                       |
| 2018 | „Music's Too Sad Without You” (z Jackiem Savoretti)         | –                           | –                           | –                           | –                           | –                           | –                           | –                           | –                           | –                           | –                           | –                           | –                           | –                           |                                                 | Golden                                       |
| 2018 | „Sincerely Yours”                                           | –                           | –                           | –                           | –                           | –                           | –                           | –                           | –                           | –                           | –                           | –                           | –                           | –                           |                                                 | Golden                                       |
| 2019 | „New York City”                                             | –                           | –                           | –                           | –                           | –                           | –                           | –                           | –                           | –                           | –                           | –                           | –                           | –                           |                                                 | Step Back in Time: The Definitive Collection |
| 2020 | „Say Something”                                             | –                           | 56                          | –                           | –                           | –                           | –                           | –                           | –                           | –                           | 18                          | –                           | 40                          | –                           |                                                 | Disco                                        |
| 2020 | „Magic”                                                     | –                           | 53                          | –                           | –                           | –                           | –                           | –                           | –                           | –                           | 17                          | –                           | 28                          | –                           |                                                 | Disco                                        |
| 2020 | „Real Groove”                                               | –                           | 95                          | –                           | –                           | –                           | –                           | –                           | –                           | –                           | 15                          | –                           | 8                           | –                           |                                                 | Disco                                        |
| 2021 | „A Second to Midnight” (z Years & Years)                    | –                           | –                           | –                           | –                           | –                           | –                           | –                           | –                           | –                           | 26                          | –                           | –                           | –                           |                                                 | Disco: Guest List Edition                    |
| 2021 | „Kiss of Life” (z Jessie Ware)                              | –                           | –                           | –                           | –                           | –                           | –                           | –                           | –                           | –                           | 49                          | –                           | –                           | –                           |                                                 | Disco: Guest List Edition                    |
| 2023 | „Padam Padam”                                               | 19                          | 8                           | 7                           | 14                          | –                           | 18                          | 17                          | –                           | –                           | 7                           | –                           | 11                          | –                           | - AUS: złota płyta - UK: srebrna płyta          | Tension                                      |
| 2023 | „Tension”                                                   | 46                          | 19                          | 34                          | 30                          | –                           | –                           | –                           | –                           | –                           | 18                          | –                           | 10                          | –                           |                                                 | Tension                                      |
| 2023 | „Hold On to Now”                                            | –                           | 81                          | –                           | –                           | –                           | –                           | –                           | –                           | –                           | 32                          | –                           | 21                          | –                           |                                                 | Tension                                      |